# 1999
1999 (MCMXCIX) е обикновена година, започваща в петък според Григорианския календар. Тя е 1999-ата година от новата ера, предпоследната година от второто хилядолетие и десетата от 1990-те.

## Събития
- Основана е Израелската висша лига.

### Януари
- 1 януари – Официално се появява една от най-младите парични единици в света Еврото.
- 3 януари – Марс Полър Лендър е изстрелян от НАСА.[1]
- 12 януари – Сваленият малийски диктатор Муса Траоре и съпругата му са осъдени на смърт за голямо присвояване, но президентът Алфа Омар Конаре отново заменя тази присъда с доживотен затвор.
- 21 януари – Армения и Хаити установяват дипломатически отношения.[2]
- 25 януари – Земетресение с магнитуд 6.0 разтърсва Ибаге, Армения, убивайки 1900 души.

### Февруари
- На връх Бейкър в Съединените щати е измерен най-големият сезонен снеговалеж в света – 28,96 m.
- 2 февруари – Уго Чавес става президент на Венецуела.
- 3 февруари – Състои се премиерата на френския филм Астерикс и Обеликс срещу Цезар.
- 5 февруари – Състои се премиерата на американския филм Просто неустоима.
- 7 февруари – Хюсейн I, крал на Йордания, умира от рак, а неговият син Абдула II сяда на трона.
- 12 февруари – Президентът на САЩ Бил Клинтън е оправдан в процедурата по импийчмънт в Сената на Съединените щати.
- 16 февруари – В централата на правителството на Република Узбекистан е извършен очевиден опит за убийство срещу президента Ислам Каримов.[3]
- 16 февруари – В цяла Европа кюрдските бунтовници превземат посолства и държат заложници, след като Турция арестува един от техните бунтовнически лидери.
- 19 февруари – Състои се премиерата на американския филм Офис треска.
- 23 февруари – Лидерът на кюрдските бунтовници Абдула Йоджалан е обвинен в държавна измяна в Анкара, Турция.
- 23 февруари – Лавина унищожава село Галтюр, Австрия, убивайки 31 души.
- 27 февруари – В опит да обиколят света с балон с горещ въздух, Колин Прескот и Анди Елсън поставят нов рекорд за издръжливост, след като са били във въздуха 233 часа и 55 минути.

### Март
- 1 март – Една от четирите бомби, взривени в Лусака, Замбия, унищожава посолството на Ангола.
- 1 март – Руандските бунтовници хуту убиват и разчленяват осем чуждестранни туристи в имението Бухома, Уганда.
- 5 март – Състои се премиерата на американския филм Анализирай това с Робърт де Ниро, Били Кристъл, Лиса Кудроу и Чаз Палминтери.
- 5 март – Състои се премиерата на американския филм Секс игри.
- 12 март – Бившите членове на Варшавския договор Унгария, Полша и Чехия се присъединяват към НАТО.
- 12 март – Състои се премиерата на американския филм Космически пилоти.
- 19 март – Състои се премиерата на американския филм Ненаситен.
- 21 март – Бертран Пикар и Брайън Джоунс стават първите хора, обиколили Земята с балон с горещ въздух.
- 21 март – Състои се седемдесет и първата церемония по връчване на филмовите награди „Оскар“ в Лос Анджелис, Калифорния.
- 24 март – НАТО предприема въздушни военни действия срещу Югославия, която отказва да подпише мирен договор. Така за пръв път НАТО атакува суверенна държава.
- 24 март – Състои се премиерата на американския филм Матрицата.
- 24 март – Пожар в Монбланския тунел убива 39 души, което е довело до затваряне на тунела в продължение на почти три години.
- 25 март – Вячеслав Чорновил загива в автомобилна катастрофа при Бориспил. Това става в началото на кандидатпрезидентската му кампания, като обстоятелствата около инцидента са спорни и има твърдения, че става дума за предумишлено убийство.
- 27 март – Косовска война: Американският F-117 е свален от югославските сили.
- 31 март – Състои се премиерата на американската романтична комедия 10 неща, които мразя у теб с участието на Джулия Стайлс, Хийт Леджър, Джоузеф Гордън-Левит, Андрю Кийгън, Дейвид Крумхолц и Лариса Олейник.

### Април
- 5 април – Двама либийци Абделбасет Али ал-Меграхи и Ал Амин Халиф Фимах, заподозрени в свалянето на полет 103 на американската компания „Пан Ам“ през 1988 г., са предадени на шотландските власти за евентуален съдебен процес в Холандия. Организацията на обединените нации спира санкциите срещу Либия.
- 5 април – В Ларами, Уайоминг, Ръсел Хендерсън се признава за виновен за отвличането и убийството на Матю Шепард, за да избегне евентуална смъртна присъда.
- 7 април – Косовска война: Основните гранични пунктове на Косово са затворени от югославските сили, за да попречат на косовските албанци да напуснат страната.
- 8 април – Личното състояние на Бил Гейтс го прави най-богатия човек в света, поради увеличената стойност на акциите на Майкрософт.
- 9 април – Състои се премиерата на американския филм Целуни ме.
- 15 април – Състои се премиерата на американския филм Клопка.
- 16 април – Състои се премиерата на американския филм Мумията.
- 16 април – Състои се премиерата на испанския филм Всичко за майка ми.
- 20 април – Масово убийство в Колумбайн: Двамата тийнейджъри, Ерик Харис и Дилън Клиболд в Литълтън, Колорадо откриват огън срещу своите учители и съученици, убивайки 12 ученици и 1 учител, а след това и самите тях.
- 23 април – Състои се премиерата на американския филм Контролна кула.
- 23 април – Състои се премиерата на американския филм Съперници.
- 26 април – Британската телевизионна водеща Джил Дандо, 37-годишна, е застреляна на прага на дома си във Фулъм, Лондон.
- 26 април – Камбоджа се присъединява към Асоциацията на страните от Югоизточна Азия (АСЕАН), с което общият брой членове става 10.
- 30 април – Състои се премиерата на английския филм Соломон и Гейнор.

### Май
- 3 май – Южните и източните части на Оклахома Сити са ударени от едно от най-разрушителните торнада, записвани някога, със скорост на вятъра, достигаща до 510 km/h, убивайки 36 души.
- 6 май – В Шотландия и Уелс се провеждат избори за новия шотландски парламент и Национално събрание на Уелс.
- 7 май – В Гвинея Бисау президентът Жоао Бернардо Виейра е свален от власт с военен преврат.
- 13 май – Карло Адзельо Чампи е избран за президент на Италия.
- 15 май – Започва излъчване Диема+, а през 2007 г. става Диема.
- 17 май – Ехуд Барак е избран за министър-председател на Израел.
- 19 май – Състои се премиерата на американския филм Междузвездни войни: Епизод I - Невидима заплаха.
- 26 май – ФК Манчестър Юнайтед бие ФК Байерн Мюнхен с 2 на 1 на Камп Ноу в Барселона и печели Финала на Шампионска лига.
- 27 май – Международният наказателен трибунал за бивша Югославия в Хага, Холандия, обвинява Слободан Милошевич и четирима други за военни престъпления и престъпления срещу човечеството, извършени в Косово.
- 28 май – След 22 години на реставрация, картината Тайната вечеря на Леонардо да Винчи се поставя обратно на показ в Милано, Италия.
- 29 май – Провежда се 44-тото ежегодно издание на Евровизия в Йерусалим, Израел.

### Юни
- 1 юни – Полет 1420 на „Американ Еърлайнс“ се плъзга и разбива при кацане на националното летище в Литъл Рок и убивай 11 души по време на полет от Далас до Литъл Рок.
- 8 юни – Правителството на Колумбия обявява, че ще включи прогнозната стойност на незаконните наркотични култури в страната, надвишаваща половин милиард щатски долара, в своя брутен национален продукт.
- 9 юни – Косовска война: Съюзна република Югославия и НАТО сключват примирие.
- 10 юни – Косовска война: НАТО преустановява въздушните си удари, след като Слободан Милошевич се съгласява да изтегли югославските сили от Косово.
- 16 юни – Табо Мбеки встъпва в длъжност като втори президент на Южна Африка, отбелязвайки първото мирно прехвърляне на изпълнителната власт в историята на страната след демократизация.[4]
- 16 юни – Състои се премиерата на американския анимационен приключенски филм Тарзан.
- 18 юни – Състои се премиерата на мексиканския филм Секс, срам и сълзи.
- 24 юни – Косовска война: Морски пехотинци на НАТО застрелват трима въоръжени мъже в Косово, Югославия, след като са атакувани от последните, убивайки един от тях и ранявайки другите двама.[5]
- 25 юни – Приет е Химнът на Босна и Херцеговина.[6]
- 25 юни – Състои се премиерата на американската комедия Баща мечта.

### Юли
- 5 юли – Деноминация на българския лев.
- 13 юли – Състои се премиерата на американския филм Широко затворени очи.
- 16 юли – Джон Кенеди-младши, съпругата му Каролин Бесет-Кенеди и нейната сестра Лорън Бесет загиват, когато самолетът, който той пилотира, се разбива в Атлантическия океан край бреговете на Мартас Винярд.
- 16 юли – Състои се премиерата на американския филм Спокойното езеро.
- 20 юли – Китайската духовна практика Фалун Гонг е официално забранена в Китайската народна република от Дзян Дзъмин.
- 23 юли – Изстрелян е изкуственият астрономически спътник на Земята Чандра.
- 23 юли – Мохаммед VI става крал на Мароко след смъртта на баща си Хасан II.

### Август
- 2 август – Състои се премиерата на американския филм Шесто чувство.
- 4 август – Състои се премиерата на романтичния исторически филм Изток - Запад.
- 7 август – Стотици чеченски партизани нахлуват в руската република Дагестан, предизвиквайки за кратко война, приключила на 14 септември 1999.
- 13 август – Състои се премиерата на американския филм Дворец на илюзиите.
- 16 август – Държавната дума одобрява Путин за министър-председател.
- 17 август – Измитско земетресение: загиват над 17 хиляди души в Северозападна Турция и около 50 000 са ранени.
- 19 август – В Белград десетки хиляди югославяни се събират, за да поискат оставката на югославския президент Слободан Милошевич.
- 26 август – Започва Втората чеченска война, приключила на 30 април 2000 г.
- 27 август – Състои се премиерата на американския филм 13-ият войн с Антонио Бандерас, Даян Венора, Омар Шариф.
- 30 август – Източен Тимор гласува на референдум за независимост от Индонезия, която е нахлула и окупира страната от 1975 г.
- 31 август – Самолетът при полет 3142 LAPA се разбива при излитане на летището в Буенос Айрес и убива 63 души на борда на машината и още 2 на земята.

### Септември
- 2 септември – Състои се премиерата на американския драматичен филм Момчетата не плачат.
- 3 септември – При катастрофа на магистрала 401 в Онтарио, в която участват 87 превозни средства, загиват 8 души.
- 3 септември – Състои се премиерата на американския филм Сладък и подъл.
- 3 септември – Състои се премиерата на американския филм Бъркотия.
- 7 септември – Земетресение с магнитуд 6.0 разтърсва Атина, Гърция, убивайки 143 души, ранявайки 800 – 1600 и оставяйки 50 000 без дом.
- 7 септември – Състои се премиерата на американския филм Правилата на дома.
- 8 септември – Състои се премиерата на американския игрален филм Американски прелести с Кевин Спейси, Анет Бенинг и Мена Сувари.
- 10 септември – Състои се премиерата на американския филм Боен клуб.
- 12 септември – Състои се премиерата на американския филм Кедри в снега.
- 13 септември – Състои се премиерата на непалския филм Хималая - детството на един вожд.
- 14 септември – Кирибати, Науру и Тонга се присъединяват към Организацията на обединените нации.
- 17 септември – Състои се премиерата на американския филм Ураганът.
- 21 септември – Земетресение, известно още като земетресението Джиджи, с магнитуд 7,6 по скалата на Рихтер, убива около 2400 души в Тайван.

### Октомври
- 1 октомври – Състои се премиерата на американския филм Луд по теб.
- 12 октомври – Пакистанският премиер Наваз Шариф се опитва да уволни главнокомандващия армията генерал Первез Мушараф, който е извън страната. Това води до държавен преврат, Шариф е свален от власт, а Мушараф поема контрола над правителството.
- 15 октомври – Състои се премиерата на американския филм Историята на Страйт.
- 16 октомври – 23 октомври – местни избори в България
- 22 октомври – Състои се премиерата на американския филм Да бъдеш Джон Малкович.
- 27 октомври – Въоръжени мъже откриват огън в арменския парламент, убивайки премиера Вазген Саркисян, председателя на парламента Карен Демирчян и шестима други членове.
- 28 октомври – Състои се премиерата на американския филм Вътрешен човек.
- 29 октомври – Тропически циклон засяга Одиша, Индия, убивайки приблизително 10 000 души.
- 29 октомври – Състои се премиерата на американския филм Музика от сърцето.
- 30 октомври – Избухва пожар в бар в Инчон, Южна Корея, при който загиват 56 души.
- 31 октомври – Самолетът при полет 990 на „ЕджиптЕър“ се разбива в Атлантическия океан близо до Нантъкет и убива всички 217 души на борда

### Ноември
- 12 ноември – Земетресение с магнитуд 7,2 по скалата на Рихтер, разтърсва Северозападна Турция, убивайки най-малко 845 души и близо 5000 са ранени.
- 12 ноември – Състои се премиерата на американския филм Някъде на запад.
- 12 ноември – Самолетът при полет 3275 на „Си Флай“ с хуманитарни работници, служители на ООН и журналисти катастрофира във Вучитрън, Косово и убива всички 24 души на борда.
- 19 ноември – Състои се премиерата на американския филм Слийпи Холоу.
- 20 ноември – Китай изстрелва първият космически кораб Шънджоу.
- 24 ноември – Състои се премиерата на американския филм Бурени.
- 27 ноември – Лявоцентристката Лейбъристка партия поема контрола върху правителството на Нова Зеландия, като лидерката Хелън Кларк става втората жена министър-председател в историята на Нова Зеландия.
- 30 ноември – Завършва сливането на компаниите Ексон и Мобил, образувайки най-голямата корпорация в света по това време.

### Декември
- 2 декември – Състои се премиерата на американския филм Краят на аферата.
- 3 декември – След гребане в продължение на 81 дни и 5486 километра (2962 морски мили), Тори Мърдън става първата жена, която прекосява Атлантическия океан сама с гребна лодка, когато достига до Гваделупа от Канарските острови.
- 6 декември – Състои се премиерата на американския филм Зеленият път.
- 9 декември – Състои се премиерата на американския анимационен филм Американска приказка: Мистерията с нощното чудовище.
- 17 декември – Състои се премиерата на американския филм Анна и кралят.
- 17 декември – Състои се премиерата на американския филм Магнолия.
- 20 декември – Суверенитетът на Макао е прехвърлен от Португалската република на Китайската народна република след 442 години португалско заселване.
- 25 декември – Състои се премиерата на американския филм Талантливият мистър Рипли.
- 26 декември – Циклоните Лотар и Мартин убиват 140 души, докато пресичат Франция, Южна Германия и Швейцария.
- 31 декември – Борис Елцин подава оставка като президент на Русия, оставяйки премиера Владимир Путин като временно изпълняващ длъжността.

## Родени
- 9 февруари – Ариана Бетрола, американска певица и актриса
- 16 март – Антонис Стериакис, гръцки футболист
- 4 април – Айлин Бобева, българска риалити звезда и инфлуенсър
- 7 април – Лерика, певица от Молдова
- 18 април – Майкъл Андрю, американски плувец и световен шампион в 100 метра съчетано плуване
- 5 май – Джъстин Клуйверт, нидерландски футболист
- 11 май – Сабрина Карпентър, американска актриса и певица
- 16 май – Камерън Бойс, американски актьор († 2019 г.)[7]
- 2 юни
  - Мадисън Лесли, американска актриса
  - Николо Дзаниоло, италиански футболист
- 19 юли – Тита, българска поп певица
- 23 юли – Мартин Желанков, български актьор
- 30 юли – Джоуи Кинг, американска актриса
- 28 август – Принц Николай, принц на Дания
- 4 септември – Теодор Тодоров, български футболист
- 15 октомври – Бейли Мадисън, американска актриса
- 10 ноември – Киернан Шипка, американска актриса

## Починали
- 4 януари – Кишомару Уешиба, японски айкидист и дошу (р. 1921 г.)
- 9 януари – Георги Марковски, български писател (р. 1941 г.)
- 7 февруари – Хусейн I, крал на Йордания (р. 1935 г.)
- 8 февруари – Айрис Мърдок, британска писателка (р. 1919 г.)
- 9 февруари – Александър Гейщор, полски историк (р. 1916 г.)
- 26 февруари – Херберт Бергер, австрийски писател (р. 1932 г.)
- 5 март
  - Кръстан Дянков, български журналист, фотограф и преводач на американска литература (р. 1933 г.)
  - Ричард Кайли, американски актьор (р. 1922 г.)
- 7 март – Стенли Кубрик, американски режисьор и сценарист (р. 1928 г.)
- 10 март – Осуалдо Гуаясамин, еквадорски художник и скулптор (р. 1919 г.)
- 12 март – Йехуди Менухин, американски музикант (р. 1916 г.)
- 26 март – Ананда Шанкар, бенгалски музикант (р. 1942 г.)
- 10 април – Джийн Вандър Пил, американска актриса, гласът на Уилма Флинтстоун (р. 1919 г.)
- 11 април – Георги Владиков, български партизанин, деец на БКП, депутат, дипломат, посланик (р. 1926 г.)
- 15 април – Харви Постълуайт, британски инженер (р. 1944 г.)
- 17 април – Николай Добрев, български политик (р. 1947 г.)
- 19 април – Рагип Яшари, косовски политик (р. 1961 г.)
- 25 април – Майкъл Морис, ирландски спортен функционер (р. 1914 г.)
- 8 май
  - Анастас Примовски, български етнограф, юрист и белетрист (р. 1911 г.)
  - Дърк Богард, британски актьор (р. 1921 г.)
- 16 май – Стоян Гърков, български военен деец (р. 1916 г.)
- 6 юни – Дамян Дамянов, български поет (р. 1935 г.)
- 16 юни – Скрийминг Лорд Съч, английски музикант и политик (р. 1940 г.)
- 21 юни – Карл Кролов, немски поет и есеист (р. 1915 г.)
- 24 юни – Мито Исусов, български историк (р. 1928 г.)
- 27 юни – Георгиос Пападопулос, гръцки диктатор (р. 1919 г.)
- 1 юли – Денис Браун, ямайски музикант (р. 1957 г.)
- 2 юли
  - Марио Пузо, американски писател (р. 1920 г.)
  - Кръстю Димитров, български шахматист (р. 1916 г.)
- 6 юли – Михаил, глава на МПЦ (р. 1912 г.)
- 8 юли – Чарлс Конрад, американски астронавт (р. 1930 г.)
- 16 юли – Джон Ф. Кенеди младши, американски журналист, адвокат (р. 1960 г.)
- 30 юли – Румяна, българска попфолк певица (р. 1965 г.)
- 20 август – Стоян Стоянов, български психиатър (р. 1922 г.)
- 21 август – Уилт Чембърлейн, американски баскетболист (р. 1936 г.)
- 23 август – Андрей Чапразов, български драматичен и киноактьор (р. 1920 г.)
- 8 септември – Александър Аранджелович, югославски футболист и треньор (р. 1920 г.)
- 20 септември – Раиса Горбачова, съветска общественичка (р. 1932 г.)
- 25 септември – Марион Зимър Брадли, американска писателка (р. 1930 г.)
- 30 септември – Дмитрий Лихачов, руски филолог и културолог (р. 1906 г.)
- 3 октомври – Акио Морита, японски предприемач (р. 1921 г.)
- 6 октомври – Амалия Родригеш, португалска певица (р. 1920 г.)
- 14 октомври – Джулиъс Ниерере, първият президент на Танзания (р. 1922 г.)
- 17 октомври – Славчо Трънски, деец на БКП, партизанин, военен деец (р. 1914 г.)
- 20 октомври – Джак Линч, ирландски политик (р. 1917 г.)
- 23 октомври – Веселин Калчев, български музикант (р. 1930 г.)
- 25 октомври – Цанчо Цанчев, български кинооператор (р. 1937 г.)
- 8 ноември – Леон Щукел, словенски гимнастик, олимпийски шампион и юрист (р. 1898 г.)
- 10 ноември – Александър Баров, български архитект (р. 1931 г.)
- 11 ноември – Петър Увалиев, български изкуствовед, критик, писател, публицист, семиолог (р. 1915 г.)
- 23 ноември – Сидер Флорин, български преводач, теоретик на превода (р. 1912 г.)
- 7 декември – Димитър Стоянов, български политик (р. 1928 г.)
- 10 декември – Франьо Туджман, хърватски политик (р. 1922 г.)
- 12 декември – Джоузеф Хелър, американски писател (р. 1923 г.)
- 16 януари – Фота Сарафова, българска писателка (р. 1915 г.)

Неизвестна дата
- Атанас Пацев, български художник (р. 1961 г.)
- Димитър Върбанов, български инженер (р. 1901 г.)
- Николай Владов, български художник (р. 1911 г.)
- Орфи, български илюзионист (р. 1943 г.)
- Кольо Витковски, български художник (р. 1925 г.)

## Нобелови награди
- Физика – Герард Хоофт, Мартинус Велтман
- Химия – Ахмед Зевайл
- Физиология или медицина – Гюнтер Блобел
- Литература – Гюнтер Грас
- Мир – Лекари без граници
- Икономика – Робърт Мъндел